# Военна конвенция между Германия, Австро-Унгария и България
Военната конвенция между Германия, Австро-Унгария и България от 24 август (6 септември) 1915 година е споразумение между генералните щабове на трите държави за общо нападение над Сърбия по време на Първата световна война. Подписано е в германската щаб-квартира в замъка „Плес“ от генералите Ерих фон Фалкенхайн (от германска страна) и Франц Конрад фон Хьотцендорф (от австро-унгарска) и подполковник Петър Ганчев (от българска) като придатък към българо-германския договор и тайната българо-германска спогодба от същия ден.
Съгласно конвенцията настъплението в Сърбия трябва да започне в срок от тридесет дни с най-малко шест дивизии от Германия и още толкова от Австро-Унгария. Българската армия е задължена да се включи пет дни по-късно с четири дивизии в Тимошко и Поморавието и с една дивизия във Вардарска Македония. Целта е определена най-общо като отваряне на сухопътна връзка между България и Унгария. Създадено е общо командване начело с фелдмаршал Аугуст фон Макензен с австро-унгарски и български съветници. Българското правителство получава обещание за финансова помощ (200 милиона франка), а българската армия – за военни материали, съобразени с военните нужди на Германия. За отбрана срещу съглашенски десант германското командване обещава да изпрати свои войски в пристанищата Варна и Бургас и турски в Дедеагач. Конвенцията регламентира и отношенията с Гърция и Румъния, които на този етап все още не са взели решение за влизане във войната. България трябва да запази неутралитет спрямо двете държави освен ако някоя от тях се обяви за Антантата, започне мобилизация на войските си или нахлуе в сръбска територия.
В изпълнение на конвенцията, на 23 и 24 септември 1915 година германски и австро-унгарски войски нахлуват в Сърбия през Дрина, Сава и Дунав. Българската армия атакува от изток седмица по-късно. До средата на ноември съюзниците разгромяват сръбската армия и окупират Сърбия. Настъплението им спира на границата на неутрална Гърция.